# Aborigines' Protection Society
Aborigines' Protection Society (APS) var en internationell människorättsorganisation grundad i Storbritannien 1837. Syftet var att beskydda ursprungsbefolkningar som var underkastade kolonialmakter (bland dem aboriginerna i Australien) och deras hälsa, välfärd, lagliga och religiösa rättigheter, särskilt men inte enbart inom det brittiska imperiet. Det uppgick 1909 i British and Foreign Anti-Slavery Society (BFASS) och den enade organisationen fick därför namnet Anti-Slavery and Aborigines' Protection Society (Anti-Slavery International).
APS utgav tidskriften Aborigines' Friend, or Colonial Intelligencer eller Colonial Intelligencer and Aborigines' Friend, vanligen kallad endast Aborigines' Friend, mellan 1855 och 1909. 
Thomas Fowell Buxton bildade 1835 en statlig utredning för att undersöka hur kolonialismen påverkade ursprungsbefolkningarna i de brittiska kolonierna. Utredningen skapade intresse för frågan bland kväkarna, som länge hade varit engagerade i kampen mot slaveri, och kväkaren Thomas Hodgkin bildade samma år en förening bland kväkarna. 